# Vejstrup Sogn (Svendborg Kommune)
 For alternative betydninger, se Vejstrup Sogn. (Se også artikler, som begynder med Vejstrup Sogn)
Vejstrup Sogn er et sogn i Svendborg Provsti (Fyens Stift).
I 1800-tallet var Vejstrup Sogn anneks til Oure Sogn. Begge sogne hørte til Gudme Herred i Svendborg Amt. Oure-Vejstrup sognekommune blev ved kommunalreformen i 1970 indlemmet i Gudme Kommune, der ved strukturreformen i 2007 indgik i Svendborg Kommune.
I Vejstrup Sogn ligger Vejstrup Kirke.
I sognet findes følgende autoriserede stednavne:
- Lillemølle Huse (bebyggelse)
- Tiselholt (ejerlav, landbrugsejendom)
- Vejstrup (bebyggelse, ejerlav)
- Vejstrupgård (ejerlav, landbrugsejendom)